# 미셸린 오스테르메이에
미셸린 오스테르메이에(프랑스어: Micheline Ostermeyer, 1922년 12월 23일 ~ 2001년 10월 17일)는 프랑스의 육상 선수이자, 콘서트 피아니스트이다.
유대인으로 파드칼레주 랑그뒤플레에서 태어난 오스테르메이에는 빅토르 위고의 증조카딸이다. 모친의 주장으로 4세 때에 피아노를 배우기 시작하고, 14세 때에 튀니지에 있는 가족의 집을 떠나 파리 음악원에 들어갔다. 제2차 세계 대전이 터진 후, 튀니지로 돌아가 라디오 튀니스에 1주마다 30분의 피아노 연주를 하였다.
거기서 육상과 농구를 하고, 전쟁이 끝나자 음악원에서 자신의 교육을 다시 시작하면서 지속적으로 육상에 참가하였다. 오스테르메이에는 많은 경연에 나가면서 달리기, 던지기, 도약 종목들에서 국내 타이틀을 우승하였다. 1946년 오슬로에서 열린 유럽 선수권 대회에서 포환던지기 2위는 물론, 음악원에서 상을 수상하기도 하였다.
1948년 런던 올림픽에서 포환던지기와 원반던지기 금메달, 높이뛰기 동메달을 획득하면서 그녀의 상연은 육상 4관왕 파니 블랑커스쿤에 의하여 그늘지고 말았다. 포환던지기 우승 후, 자신의 팀 본부들에서 즉석의 베토벤 콘서트 상연과 함께 하루를 끝냈다.
1950년 유럽 선수권에서 2개의 메달을 획득한 후, 스포츠에서 은퇴하고 계속 음악 경력에서 수행하였다. 그녀의 육상 무용은 콘서트 피아니스트로서 자신의 명성을 손해입혔으나, 6년 동안 프란츠 리스트가 작곡한 명곡들을 연주하기를 피하였다. 남편의 사망과 교사 일을 택하게 되는 일을 포함한 자신의 위임 전에 15년 동안 순회 공연을 가졌으며, 1980년대 초반에 은퇴하였다.
그녀의 마지막 세월 동안, 부아기욤에서 사망할 때까지 은퇴로부터 프랑스와 스위스에서 여러 콘서트를 가지는 데 나타났다.